# Middle-office
Au sein des institutions financières ou bancaires, le middle-office, ou « suivi de marché », est un service situé entre le front-office, ou « service clientèle », qui est chargé des rapports avec les clients, et le back-office, ou « service administratif », qui est chargé de la gestion administrative. Son rôle exact dépend du type d'activité de l'établissement : 
- Dans le domaine de la finance de marché et plus généralement de la banque d'investissement, le middle-office est l'un des services de la salle de marchés et fonctionne comme soutien des traders. Il gère notamment les risques de contrepartie, les risques de taux et de liquidités, et effectue les vérifications liées aux transactions[2].

- Dans le domaine de la banque de détail, le middle-office est un terme moins usité car il est souvent intégré directement au back-office. Dans les banques qui en disposent, il désigne le personnel affecté au service client qui assure le soutien du personnel des agences bancaires pour les produits les plus techniques[3] et assurent l'interface avec les centres de production centralisés du back-office. Sous l'effet de la transformation numérique des banques de détail, de plus en plus d'activités de ce type sont assurées par l'automatisation informatique[4].

Dans son Vocabulaire économique et financier, la Délégation Générale à la Langue Française lui préfère pour le domaine financier le terme de suivi de marché.

## Rôle
Les banques d'investissement, sociétés de gestion d'actifs ou courtiers, qui disposent d'un middle-office lui confient généralement les fonctions relatives au contrôle des risques :
- la vérification des négociations effectuées par le front-office : celles-ci doivent être conformes à la réglementation et aux bonnes pratiques définies en interne ; par exemple, la contrepartie d'une opération doit avoir été dûment homologuée et ses caractéristiques documentées;
- le contrôle de non-dépassement des limites d'engagement par contrepartie, le cas échéant ventilées selon les devises ou les tranches de maturité des contrats;
- le contrôle de non-dépassement des limites de position, par trader, mais aussi par segment de marché. Comme les limites de contrepartie, elles sont normalement définies par la Direction des Risques, et le middle-office, qui ne lui est pas nécessairement rattaché, veille en permanence à leur respect,
- l'envoi de confirmation, à la contrepartie : la confirmation se réfère normalement à un contrat-cadre, qui dépend du type d'instrument traité;
- le rapprochement des opérations traitées avec les confirmations reçues, puis avec les mouvements espèces, voire les mouvements titres, s'il y a lieu, constatés par le dépositaire,
- il effectue l'ensemble des déclaratifs auprès des autorités de tutelle.

Les banques de détail lui confient des fonctions complémentaires :
- Suivi de la qualité de constitution des dossiers,
- Expertise à destination des conseillers ou des clients à distance sur des produits complexes,
- Gestion de produits financiers, gestion de prêts, contrôle, reporting et audit.

## Formation
Une licence professionnelle "Back et middle office", accessible au niveau bac+2, a récemment été créée à la demande du milieu bancaire et financier. Cette formation est surtout dispensée en région parisienne (Université Paris-Descartes et Université Paris-Nanterre) compte tenu de la plus forte demande dans cette région.
Un Master dédié au management des opérations de marché existe par ailleurs depuis 1989 à l'université de Lyon II - Lumière : le Master management des opérations de marché.